# Silke Hasselmann
Silke Hasselmann (* 1965) ist eine deutsche Journalistin.

## Leben und Wirken
Die in Pasewalk aufgewachsene Hasselmann ist seit 1985 als Hörfunkjournalistin tätig. Nachdem sie im Zusammenhang mit der staatlich verordneten Einstellung des Vertriebs der Zeitschrift Sputnik in der Deutschen Demokratischen Republik 1988 beim Sender DT64 am 19. November 1988 darüber gesprochen hatte, wurde sie ab dem 1. Januar 1989 beim Sender Stimme der DDR mit Mikrofonverbot eingesetzt; sie selbst bezeichnete diesen Vorgang als eine Strafversetzung. Anschließend war sie wieder beim Jugendradio DT64 tätig, dann bis zu dessen Einstellung als Chefredakteurin bei Rockradio B, anschließend freie Mitarbeiterin bei Fritz. Von 2009 bis 2014 war sie bundespolitische Korrespondentin im ARD-Hauptstadtstudio und USA-Korrespondentin des Mitteldeutschen Rundfunks. Seit 2015 ist sie in Mecklenburg-Vorpommern für drei Programme vom Deutschlandradio tätig. Im Deutschlandfunk sprach sie nach dem Brand im Flüchtlingslager Moria im September 2020 einen Kommentar im Rahmen eines Pro- und Contra-Formates, der teils zu heftigen Reaktionen führte. In ihrem Beitrag forderte sie unter Verwendung des Begriffes „Selektion“, eine Aufnahme von Moria-Flüchtlingen zu überdenken, bevor nicht der Verdacht einer mutmaßlichen Brandstiftung ausgeräumt sei.
Für die Heinrich-Böll-Stiftung verfasste sie im Jahr 2016 als freie Autorin drei Texte, dafür begleitete sie unter anderem ein Jahr lang eine syrische Flüchtlingsfamilie.

## Auszeichnungen
- 2017: Medienpreis RUFER für den Beitrag „Die Zukunft liegt unter Wasser – Rostock will weltweiter Vorreiter in der Unterwasserwirtschaft werden“[7]
- 2019: Medienpreis RUFER für einen Beitrag über die Schäden an der Autobahn A 20[8]
- 2020: Medienpreis RUFER der IHK Rostock für den Beitrag „Der Brexit und MV“[9]
- 2024: Medienpreis RUFER der IHK Rostock für die Serie „Ostseeurlaub nach der Corona-Pandemie“[10]